# Audace Foot-Ball Club 1922-1923
Questa voce raccoglie le informazioni riguardanti l'Audace Foot-Ball Club nelle competizioni ufficiali della stagione 1922-1923.

## Rosa
| N. |                   | Ruolo | Calciatore        |
| -- | ----------------- | ----- | ----------------- |
|    | Italia (bandiera) | P     | Luigi Coretti     |
|    | Italia (bandiera) | P     | Pierri            |
|    | Italia (bandiera) | D     | Palermi           |
|    | Italia (bandiera) | D     | Russo             |
|    | Italia (bandiera) | D     | Giorgi            |
|    | Italia (bandiera) | C     | Giuseppe Scotti   |
|    | Italia (bandiera) | C     | Giovanni Sardella |
|    | Italia (bandiera) | C     | Dal Maso          |
|    | Italia (bandiera) | C     | Bianchi           |

| N. |                   | Ruolo | Calciatore             |
| -- | ----------------- | ----- | ---------------------- |
|    | Italia (bandiera) | A     | Merella                |
|    | Italia (bandiera) | A     | Gallo                  |
|    | Italia (bandiera) | A     | Padoan                 |
|    | Italia (bandiera) | A     | Manzoni                |
|    | Italia (bandiera) | A     | Carrano I              |
|    | Italia (bandiera) | A     | Nicola De Lorenzo (II) |
|    | Italia (bandiera) | A     | Scilla                 |
|    | Italia (bandiera) | A     | Passiatore             |

## Risultati

### Prima Divisione

#### Girone pugliese

##### Girone di andata
| 19 novembre 1922 1ª giornata |  | – Turno di riposo |  |  |

| Arbitro: | Barra (Napoli) |

|            |           |              |
| Padoan 30’ | Marcatori | 66’ Lella II |

| Arbitro: | Ambrosini (Roma) |

|                            |           |            |
| Stacciola 2’ Sarnataro 31’ | Marcatori | 90’ Padoan |

| Arbitro: | Ascarelli (Taranto) |

|                      |           |                            |
| Tana 40’ Coppini 60’ | Marcatori | 25’ Passiatore 43’ Manzoni |

| Arbitro: | Barra (Napoli) |

|            |           |  |
| Scotti 47’ | Marcatori |  |

##### Girone di ritorno
| 14 gennaio 1923 6ª giornata |  | – Turno di riposo |  |  |

| Arbitro: | Favati (Pisa) |

|             |           |                                          |
| Vescina 10’ | Marcatori | 15’, 25’ Carrano I 35’ Padoan 40’ Scotti |

| Arbitro: | Fioranti (Roma) |

|                             |           |                                       |
| Gallo 11’ Padoan 85’ (rig.) | Marcatori | 32’ (aut.) Russo 59’ (rig.) Palmisano |

| Arbitro: | Tiberini |

|                                                     |           |  |
| Carrano I ?’ Giorgini ?’ (aut.) Gallo ?’ Manzoni ?’ | Marcatori |  |

| Arbitro: | Balducci (Roma) |

|                                      |           |  |
| Guidobaldi II 50’, 56’ Solfrizzi 84’ | Marcatori |  |

## Statistiche

### Statistiche di squadra
| Competizione                      | Punti | In casa | In casa | In casa | In casa | In casa | In casa | In trasferta | In trasferta | In trasferta | In trasferta | In trasferta | In trasferta | Totale | Totale | Totale | Totale | Totale | Totale | DR |
| Competizione                      | Punti | G       | V       | N       | P       | Gf      | Gs      | G            | V            | N            | P            | Gf           | Gs           | G      | V      | N      | P      | Gf     | Gs     | DR |
| --------------------------------- | ----- | ------- | ------- | ------- | ------- | ------- | ------- | ------------ | ------------ | ------------ | ------------ | ------------ | ------------ | ------ | ------ | ------ | ------ | ------ | ------ | -- |
| Prima Divisione (girone pugliese) | 9     | 4       | 2       | 2       | 0       | 8       | 3       | 4            | 1            | 1            | 2            | 7            | 8            | 8      | 3      | 3      | 2      | 15     | 11     | +4 |

### Statistiche dei giocatori
| Giocatore          | Prima Divisione | Prima Divisione |
| Giocatore          | Presenze        | Reti            |
| ------------------ | --------------- | --------------- |
| Bianchi            | 4               | 0               |
| Carrano (I)        | 8               | 3               |
| L. Coretti         | 6               | -9              |
| Dal Maso           | 8               | 0               |
| N. De Lorenzo (II) | 1               | 0               |
| Gallo              | 6               | 2               |
| Giorgi             | 1               | 0               |
| Lo Prieno (I)      | 1               | 0               |
| Manzoni            | 8               | 2               |
| Merella            | 2               | 0               |
| Padoan             | 8               | 4               |
| Palermi            | 7               | 0               |
| Passiatore         | 1               | 1               |
| Pierri             | 2               | -2              |
| Russo              | 8               | 0               |
| G. Sardella        | 8               | 0               |
| Scilla             | 1               | 0               |
| G. Scotti          | 8               | 2               |